# Sphingonaepiopsis
Sphingonaepiopsis este un gen de molii din familia Sphingidae. 

## Specii
- Sphingonaepiopsis ansorgei (Rothschild, 1904)
- Sphingonaepiopsis gorgoniades (Hübner, 1819)
- Sphingonaepiopsis kuldjaensis (Graeser, 1892)
- Sphingonaepiopsis malgassica (Clark, 1929)
- Sphingonaepiopsis nana (Walker, 1856)
- Sphingonaepiopsis obscurus (Mabille, 1880)
- Sphingonaepiopsis pumilio (Boisduval, [1875])